# FKラドニチュキ1923
フドバルスキ・クルブ・ラドニチュキ1923（セルビア語: Фудбалски клуб Рaднички 1923, セルビア・クロアチア語: Fudbalski klub Radnički 1923）は、セルビアのクラグイェヴァツをホームタウンとするサッカークラブである。

## 歴史
1923年、ムラディ・ラドニクの名で創設。1929年にラドニチュキに改名した。1969年にユーゴスラビア1部リーグへ初昇格。1976年の降格以降はトップリーグでのプレーは無かった。
2010年にFKシュマディヤ1903と合流してFKシュマディヤ・ラドニチュキを名乗るが、すぐにラドニチュキ・クラグイェヴァツへ名を戻した。2011年にセルビア・スーペルリーガへ初昇格。

## タイトル

### 国内タイトル
- ユーゴスラビア・セカンドリーグ：2回
  - 1969, 1974

### 国際タイトル
なし

## 現所属メンバー
2022年10月1日現在
注：選手の国籍表記はFIFAの定めた代表資格ルールに基づく。
| No. | Pos. |                          | 選手名                         |
| --- | ---- | ------------------------ | ------------------------------ |
| 2   | DF   | セルビア                 | ニコラ・ヴライコヴィッチ       |
| 3   | MF   | セルビア                 | ルカ・ゾリッチ                 |
| 4   | DF   | セルビア                 | ニコラ・ミリチッチ             |
| 5   | DF   | セルビア                 | ヴラディミル・トモヴィッチ     |
| 6   | DF   | セルビア                 | ダヤン・ポニェヴィッチ         |
| 7   | FW   | セルビア                 | ネマニャ・トミッチ             |
| 8   | MF   | ボスニア・ヘルツェゴビナ | ダミャン・クライシュニク       |
| 9   | FW   | クロアチア               | マルコ・シミッチ               |
| 10  | FW   | セルビア                 | ステファン・チョロヴィッチ     |
| 11  | MF   | モンテネグロ             | ミロシュ・ブルノヴィッチ       |
| 13  | DF   | セルビア                 | フィリプ・イヴァノヴィッチ     |
| 15  | MF   | セルビア                 | ニコラ・コヴァチェヴィッチ     |
| 16  | MF   | セルビア                 | ウロシュ・ヴィドヴィッチ       |
| 17  | DF   | セルビア                 | アレクサンダル・ヴァリャチッチ |
| 18  | FW   | セルビア                 | ジョルジェ・マクシモヴィッチ   |

| No. | Pos. |                          | 選手名                             |
| --- | ---- | ------------------------ | ---------------------------------- |
| 19  | FW   | セルビア                 | ジョルジェ・ヨヴァノヴィッチ       |
| 20  | DF   | ボスニア・ヘルツェゴビナ | リュビシャ・ペツェリ               |
| 22  | GK   | セルビア                 | ラザル・ライチェヴィッチ           |
| 25  | MF   | セルビア                 | ミロシュ・ヴィドヴィッチ           |
| 26  | GK   | セルビア                 | ストヤン・レコヴィッチ             |
| 29  | FW   | セルビア                 | ドゥシャン・ストイリコヴィッチ     |
| 30  | MF   | セルビア                 | ルカ・ミロイェヴィッチ             |
| 31  | FW   | セルビア                 | アレクサンダル・ペトロヴィッチ     |
| 33  | DF   | セルビア                 | マルコ・ヤンコヴィッチ             |
| 37  | GK   | セルビア                 | ジェリコ・クズミッチ               |
| 40  | DF   | セルビア                 | ドゥシャン・ツヴェティノヴィッチ   |
| 42  | MF   | セルビア                 | ドラゴリュブ・スルニッチ           |
| 51  | FW   | セルビア                 | ヴォヨ・ウビパリプ                 |
| 55  | FW   | セルビア                 | ミルティン・ヴィドサヴリェヴィッチ |
| 97  | FW   | ブラジル                 | エヴァンドロ                       |

## 歴代所属選手
- イヴァン・チャブリノヴィッチ 1958-1963
- プレドラグ・スパシッチ 1984-1988
- プレドラグ・ジョルジェヴィッチ 1990-1991
- ゴラン・ドルリッチ 1996
- ネナド・ララトヴィッチ 1996
- ゾラン・ウルモヴ 1997-1998
- オグニェン・コロマン 1997-1998
- ネシュコ・ミロヴァノヴィッチ 1997-1998, 2004-2005
- イヴィツァ・クラリ 1998-1999
- スルジャン・バリャク 2000
- ネナド・エリッチ 2002
- ジョルジェ・ラキッチ 2003-2006
- ネマニャ・トミッチ 2004-2005, 2020-2022, 2023-2024
- ルカ・ミリヴォイェヴィッチ 2007-2008
- 安日范 2009-2010
- 明車鉉 2009-2010
- 李光一 2009-2010
- アレクサンダル・ヴァリャチッチ 2009-2013, 2016-2022
- フィリプ・コスティッチ 2010-2012
- ラザル・ロシッチ 2011-2015
- プレドラグ・シキミッチ 2012
- ペタル・ジュリチュコヴィッチ 2012-2013
- ステヴァン・コヴァチェヴィッチ 2018-2021
- ヴォヨ・ウビパリプ 2022
- ドゥシャン・ストイリコヴィッチ 2022
- ドゥシャン・ツヴェティノヴィッチ 2022
- ミルティン・ヴィドサヴリェヴィッチ 2022-
- ヨヴァン・ミトゥリキッチ 2023
- ミラン・アレクシッチ 2023-2024